# 49 (nombre)
« Quarante-neuf » redirige ici. Pour l'année, voir 49.
Le nombre 49 (quarante-neuf) est l'entier naturel qui suit 48 et qui précède 50.

## En mathématiques
Le nombre 49 est :
- un carré
- un nombre composé non brésilien, le cinquième
- un nombre octogonal centré
- le premier nombre carrément carré

## Dans d'autres domaines
Le nombre 49 peut aussi faire référence :
- au numéro atomique de l'indium, un métal pauvre.
- au numéro de la sourate Al-Hujraat dans le Coran.
- au nom de code du plutonium-239 dans le Projet Manhattan.
- à la durée entre les années de Jubilé comme indiqué dans la Bible.
- à l'indicatif téléphonique international pour appeler l'Allemagne.
- au nombre d'années de mariage des noces de cèdre.
- au nombre de numéros au Loto.
- aux forty-niners, les pionniers de la ruée vers l'or en Californie, arrivés en 1849, un an après la découverte des premières pépites.
- aux 49ers  (forty-niners), plusieurs clubs de sport américains :
  - dont l'équipe de football américain de San Francisco.
- au numéro attribué au département français de Maine-et-Loire.
- à des années historiques : -49, 49 ou 1949.
- au numéro attribué à plusieurs lignes de transports en commun.